# Charlotte d'Amboise
Charlotte d'Amboise (Nova York, 11 de maio de 1964) é uma bailarina, cantora e atriz norte-americana, com uma carreira voltada para os palcos dos musicais da Broadway.
Nascida numa família de dançarinos, seu pai, Jacques d'Amboise, foi um famoso bailarino e coreógrafo, um dos principais do New York City Ballet, que teve coreografias especialmente criadas para ele por George Balanchine. Seu irmão, Christopher, é também dançarino, coreógrafo e diretor teatral.

## Carreira
Charlotte estreou na Broadway em 1983, no musical Cats, seguido do papel da vilã 'Chris Hargensen', em Carrie, musical de curta carreira. Em 1989, foi indicada pela primeira vez ao Prêmio Tony por seu trabalho em Jerome Robbins' Broadway. Seu papel mais frequente tem sido o de 'Roxie Hart', em Chicago, no qual liderou a turnê norte-americana do musical em 1997 e depois juntou-se à remontagem na Broadway em 1999. Desde 2001, ela vem se apresentando em diversas remontagens do musical pelos Estados Unidos. Em 2005, ela substituiu Christina Applegate na temporada pré-Broadway de Charity, Meu amor, em Boston, assim como nas cinco primeiras semanas do musical na Broadway, devido a uma contusão no pé sofrida por Applegate que quase cancelou o espetáculo. Com a recuperação de Applegate - já com carreira firmada  na televisão e no cinema e estreando no palcos - ela continuou como sua reserva em Charity ao mesmo tempo que fazia 'Roxie Hart' em Chicago.
Em 2006, d'Amboise - conhecida no meio musical americano como uma excelente profissional mas que sempre ficava com papéis de substituta e nunca com o papel principal original de um show na Broadway -  conquistou o papel principal, "Cassie", da aclamada remontagem de A Chorus Line e liderou o elenco do icônico musical que ficou em cartaz quase dois anos na Broadway. Por este trabalho ela foi indicada pela segunda vez ao Tony Awards de melhor atriz.
Apesar da carreira voltada para os palcos, onde é melhor sucedida em sua condição especial e rara de triple threat (ator/bailarino/cantor ao mesmo tempo), Charlotte também tem trabalhos esparsos no cinema e na televisão, notadamente em filmes feitos diretamente para tv e participação em seriados como Law & Order.
Ela é casada e tem duas filhas com Terrence Mann, ator, diretor e coreógrafo, com quem trabalhou em Cats, e que participou da versão cinematográfica de A Chorus Line. Em 2013, ela e Mann participaram da remontagem do musical Pippin, originalmente uma produção de 1972, que conquistou o Tony de "Melhor Revival" do ano.

## Prêmios e nomeações

### Prêmios
- 1997 Fred Astaire Award  (Damn Yankees)
- 1998 Los Angeles Ovation Award - Melhor Atriz em Musical (Chicago)
- 1998 Los Angeles Drama Critics Circle Award - Melhor Atriz em Musical (Chicago)
- 1998 Bay Area Theatre Critics' Award (Chicago)

### Nomeações
- 1989 Tony Award- Melhor atriz de Musical (Jerome Robbins' Broadway)
- 2007 Tony Award - Melhor atriz de Musical (A Chorus Line) (remontagem)